# NMBS/SNCB-Reihe AM 08
Die Baureihe AM 08 der Belgischen Staatsbahn (NMBS/SNCB) ist eine Bauart von Einzelwagentriebzügen, die zur modular aufgebauten Produktfamilie Desiro ML von Siemens Mobility (vormals Siemens Transportation Systems) gehören. 305 dreiteilige, elektrische Triebzüge befinden sich seit Ende 2009 in Produktion. Die ersten Fahrzeuge wurden im Dezember 2011 in Dienst gestellt.

## Fahrzeug

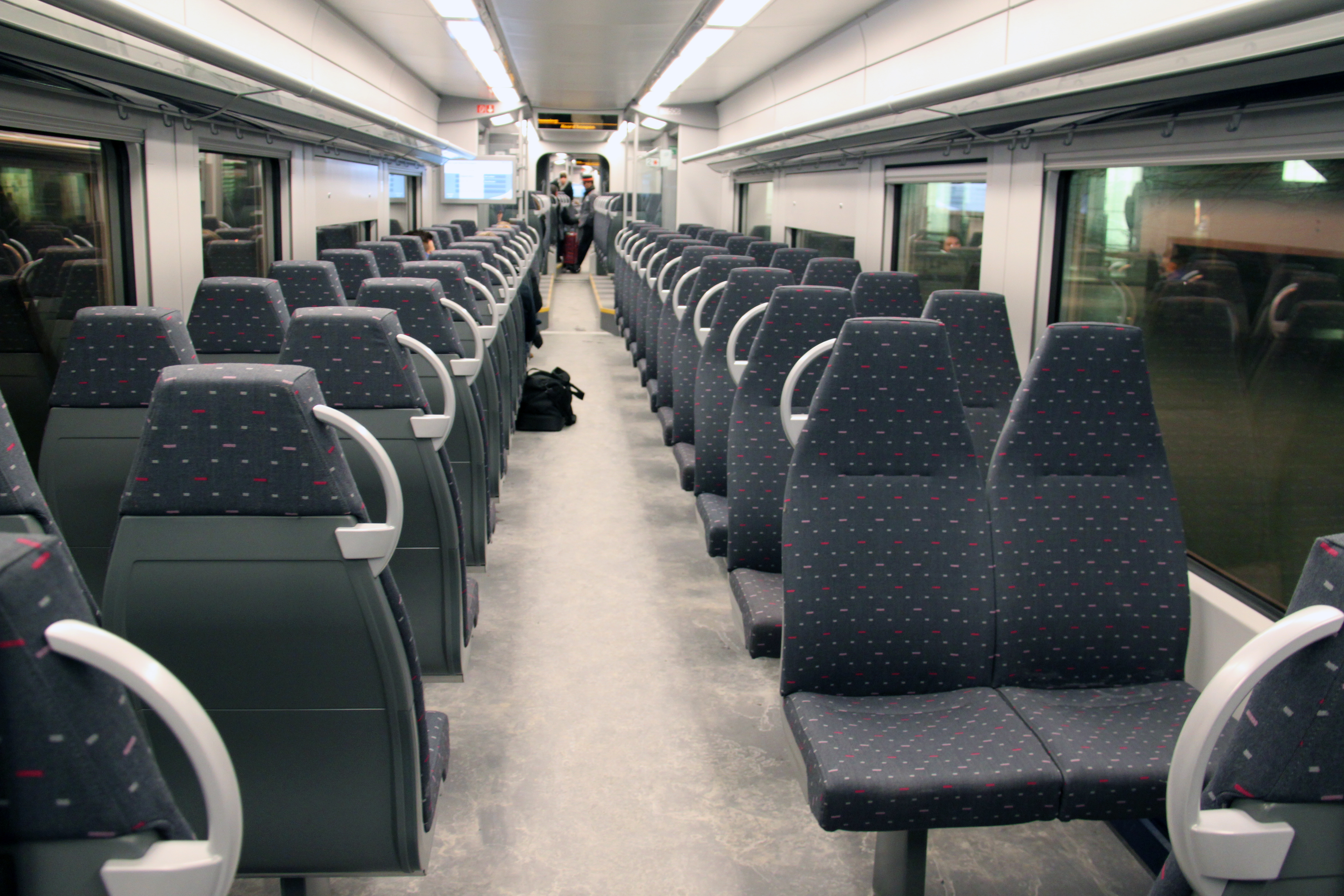
2. Klasse des Desiro ML

Die Fahrzeuge besitzen Niederflureinstiege auf 800 mm Höhe über Schienenoberkante mit einer Breite von 1,3 Metern, der größte Teil der Sitzplätze ist stufenlos erreichbar. Es sind barrierefreie Zustiege und Wagendurchgänge sowie ein behindertengerechtes WC vorhanden. Die Fahrzeuge sind voll klimatisiert. Ein optisches und akustisches Fahrgastinformationssystem informiert die Passagiere. Konventionelle Drehgestelle des Typs SF6500 aus dem Siemens-Werk in Graz sollen zur kostengünstigen Instandhaltung beitragen. Sie besitzen unter anderem bewährte Schwingenführungen, Schraubenfedern und eine sekundäre Luftfederung und sind damit eine direkte Weiterentwicklung der Drehgestelle des Typs SF6000, die im Sprinter Lighttrain zum Einsatz kommen. Die Einheiten können Bogenradien bis 80 Meter befahren.
Die Triebzüge sind mit Fahrzeuggeräten der Zugbeeinflussung Trainguard 100 (ETCS Level 1) sowie mit Trainguard-Geräten angebundenen Ausstattungen des belgischen Systems TBL1+ versehen. Ohne Fahrtunterbrechung kann zwischen beiden Systemen umgeschaltet werden.
Die Triebzüge sind mit einer Vielfachsteuerung ausgerüstet.

## Hersteller
Hersteller ist Siemens Mobility, ein Geschäftsbereich der Siemens AG. Die Produktion findet seit 2009 in dessen Werk in Krefeld-Uerdingen statt. Die Inbetriebsetzung und Kundenabnahme erfolgte im Prüfcenter Wegberg-Wildenrath. An der Fertigung beteiligt ist das belgische Werk von Bombardier Transportation in Brügge, wo für 155 Zugkompositionen der Endausbau stattfindet.

## Betreiber und Strecken
Am 15. Mai 2008 gab die Belgische Staatsbahn insgesamt 305 dreiteilige Desiro ML für 1,4 Milliarden Euro bei Siemens in Auftrag. Die Auslieferungen sind für die Jahre 2011 bis 2016 vorgesehen. Von den 305 Fahrzeugen sind 95 Stück für das S-Bahn-Netz in Brüssel eingeplant.
Die mehrspannungsfähigen Fahrzeuge werden seit 2012 auf den mit 25 kV Wechselspannung elektrifizierten Strecken in den Ardennen, wie bspw. Libramont–Athus, eingesetzt und haben dort die Reihe 41 abgelöst. Seit dem Fahrplanjahr 2013 werden nebst anderen Linien zahlreiche Leistungen im Großraum Brüssel sowie auf der Achse Antwerpen – Brüssel – Charleroi mit den Fahrzeugen gefahren, darunter auch Intercity-Züge.
Im Laufe der zweiten Jahreshälfte 2012 begann der Einsatz auf der Schnellfahrstrecke HSL 4 zwischen Antwerpen-Centraal und dem Bahnhof Noorderkempen in Brecht, wo die Fahrzeuge ihre ETCS-Ausrüstung benötigen. Nachdem 61 Züge ausgeliefert waren, wurde Anfang 2013 seitens der NMBS aufgrund technischer Mängel die Abnahme weiterer Züge gestoppt, was in der belgischen Presse den Vergleich mit dem Debakel um die Fyra-Züge V250 aufkommen ließ. Laut Siemens wurde nach Installation eines Software-Updates, welches Fehler behebt, die Auslieferung der Züge im März 2013 fortgesetzt. Im Januar 2015 wurden Forderungen der NMBS/SNCB nach einer Entschädigung in Höhe von 60 Millionen Euro bekannt. Ob dieser Forderung stattgegeben wurde, ist nicht bekannt. Die Züge seien durchschnittlich alle 8.000 Kilometer von einem technischen Problem betroffen. Diese negative Darstellung wurde inzwischen vom belgischen Verkehrsminister François Bellot revidiert, er nennt einen Wert von 100.000 Kilometern.
Siemens erhielt im Dezember 2021 den Auftrag, die ETCS-Ausrüstung der Triebzüge hochzurüsten (ETCS Level 2 nach Baseline 3 M2).